# 纸盒狗
纸盒狗是流行于中国大陆的一种手工美术品。
2022年，纸盒狗曾在中国内地一些高校学生中流行，具体则是网友使用纸盒制作小狗并将绳子绑起并放在各自宿舍门口，或者也在学校的小卖部、食堂、操场会有学生在遛这种纸盒狗，而且还在社媒中，会看到各式各样由一些人制作的纸盒狗放在宿舍门口或内部。